# Ексергія
Ексергія — максимальна робота, яку може виконати термодинамічна система при переході від поточного стану до стану термодинамічної рівноваги.
Використання поняття ексергії дає можливість кількісно визначити вплив нерівноважності термодинамічних процесів на ефективність перетворення енергії, тобто дозволяє врахувати особливості другого закону термодинаміки: виділити ту частину енергії, яка не може бути використана через газодинамічні явища, тертя, теплообмін. Такий підхід дозволяє аналізувати ступінь термодинамічної досконалості того чи іншого елемента устави та не вимагає попередньої оцінки працездатності всієї устави в цілому

## Формули розрахунку ексергії
Ексергія потоку:
{\displaystyle E=(I_{i}-I_{0})-T_{0}(S_{i}-S_{0})}, кДж,
де: {\displaystyle I_{i},S_{i}}	— ентальпія та ентропія потоку при його дійсних параметрах, кДж і кДж/К відповідно; {\displaystyle I_{0},S_{0}}	— ентальпія та ентропія потоку при температурі навколишнього середовища {\displaystyle T_{0}}, кДж і кДж/К відповідно, {\displaystyle T_{0}}	— температура навколишнього середовища, К.
Ексергія палива розраховується як сума енергії палива та ексергіі потоку паливного газу:
Епг=(Qн•qпг + Eпг.вх.), кДж
де:	Qн	— нижча теплота згоряння палива (природного газу), кДж / кг;

	qпг	— витрата палива, кг;

	Епг.вх.	— ексергія потоку палива, кДж;

Втрати ексергії для компресора та турбіни розраховуються за такою формулою:

П=(E2 — E1) — N, кДж

де:	Е1, Е2	— ексергія потоків на вході та виході, кДж.

	N	— корисна робота, знята з валу або прикладена до валу, кДж.

Втрати ексергії для теплообмінника:

П=(Егр1 — Егр2) — (Енагр1 — Енагр2), кДж

де:	Егр1, Егр2	— ексергія потоку що гріє на вході та виході з теплообмінника, кДж.

	Енагр1, Енагр2	— ексергія потоку що гріє на вході та виході з теплообмінника, кДж.

## Інтернет-ресурси
- Energy, Incorporating Exergy, An International Journal [Архівовано 14 січня 2004 у Wayback Machine.]
- An Annotated Bibliography of Exergy/Availability
- Exergy – a useful concept by Göran Wall [Архівовано 16 липня 2012 у Wayback Machine.]
- Exergetics textbook for self-study by Göran Wall [Архівовано 16 лютого 2012 у Wayback Machine.]
- Exergy by Isidoro Martinez
- Exergy calculator by The Exergoecology Portal [Архівовано 3 лютого 2021 у Wayback Machine.]
- Global Exergy Resource Chart [Архівовано 3 лютого 2021 у Wayback Machine.]
- Guidebook to IEA ECBCS Annex 37, Low Exergy Systems for Heating and Cooling of Buildings [Архівовано 3 березня 2016 у Wayback Machine.]
- Introduction to the Concept of Exergy [Архівовано 3 березня 2016 у Wayback Machine.]